# Hermann von Oppeln-Bronikowski (General, 1899)

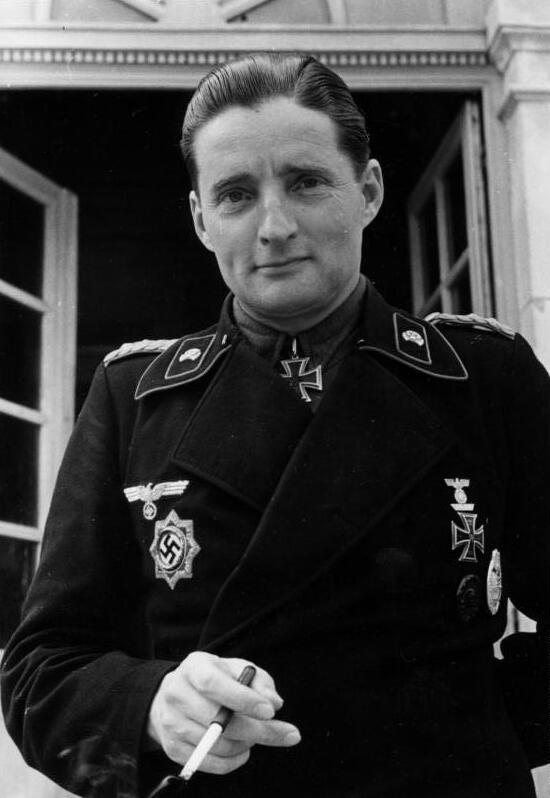
Hermann von Oppeln-Bronikowski in Frankreich, Juni 1944

Hermann Leopold August von Oppeln-Bronikowski (* 2. Januar 1899 in Berlin; † 19. September 1966 in Gaißach) war ein deutscher Generalmajor im Zweiten Weltkrieg und Goldmedaillengewinner im Mannschaftsdressurreiten bei den Olympischen Spielen 1936 in Berlin.

## Leben

### Familie
Er entstammte dem alten Adelsgeschlecht der Oppeln-Bronikowski aus der Lausitz mit gleichnamigem Stammhaus bei Löbau in der Oberlausitz, das 1261 erstmals urkundlich erwähnt wurde. Hermann war der Sohn des gleichnamigen preußischen Generals der Infanterie Hermann von Oppeln-Bronikowski (1857–1925) und dessen Ehefrau Marianne, geborene Boehmer (1878–1971).
Oppeln-Bronikowski heiratete am 17. Juni 1931 in Züllichau Edelgard von Kleist (* 20. April 1911 in Hannover; † 27. Januar 2008), die Tochter des deutschen Generalleutnants Adolf Friedrich Theodor von Kleist und der Gertrud von Sydow.

### Karriere

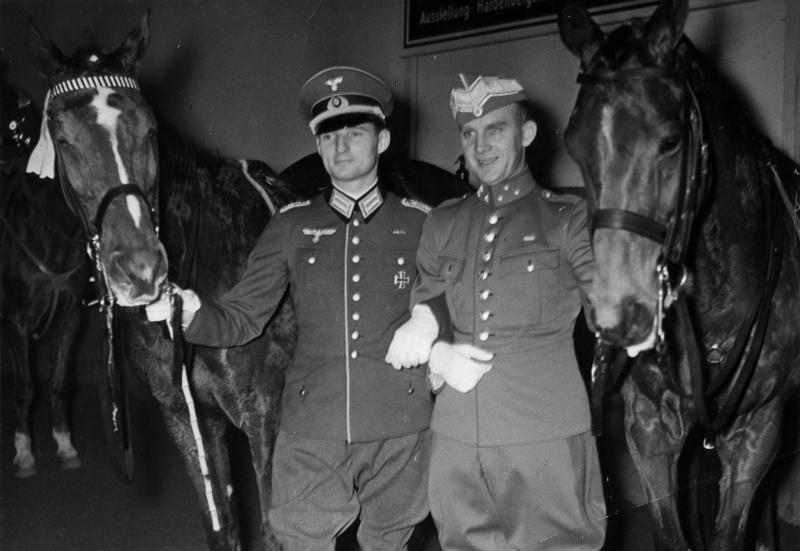
Hermann von Oppeln-Bronikowski (links) beim Reitturnier in der Deutschlandhalle, 1936

Oppeln-Bronikowski diente nach Ausbruch des Ersten Weltkriegs im Jahr 1917 als Frontoffizier in Frankreich und wurde mit beiden Klassen des Eisernen Kreuzes sowie der
Hessischen Tapferkeitsmedaille ausgezeichnet. Nach dem Krieg war er 1920 Kavallerieoffizier in der Reichswehr.
Bei den Olympischen Sommerspielen 1936 in Berlin gewann er 1936 zusammen mit Friedrich Gerhard und Heinz Pollay die Goldmedaille im Dressurreiten der Mannschaft.
Zu Beginn des Zweiten Weltkriegs war Oppeln-Bronikowski 1939 Kommandeur der Aufklärungsabteilung der 24. Infanterie-Division während des Überfalls auf Polen und diente in den Jahren 1941 bis 1945 als Panzerkommandeur an der Ostfront. Nach einer Kriegsverletzung (1943) und anschließendem Lazarettaufenthalt war Oppeln-Bronikowski im Jahr 1944 Kommandeur des Panzer-Regiment 100 der 21. Panzer-Division in der Normandie und 1945 Kommandeur der 20. Panzer-Division bei den Kämpfen in Schlesien. Er wurde am 30. Januar zum Generalmajor befördert. Im April 1945 startete er mit seinen Einheiten bei der Schlacht um Bautzen eine erfolgreiche Entlastungsoffensive zur vollständigen Rückeroberung der teilweise besetzten Stadt Bautzen. Nach der Kapitulation am 8. Mai 1945 kam er zunächst in amerikanische, anschließend in britische Kriegsgefangenschaft, die er teilweise im Internierungslager Staumühle verbrachte und aus der er am 4. Juli 1947 entlassen wurde.
Oppeln-Bronikowski war als Zivilberater am Aufbau der deutschen Bundeswehr beteiligt. Später fungierte er als Ausbilder der kanadischen Dressurreiter-Equipe für die Olympischen Sommerspiele 1964 in Tokio.

## Auszeichnungen
- Ritterkreuz des Eisernen Kreuzes mit Eichenlaub und Schwertern[2]
  - Ritterkreuz am 1. Januar 1943
  - Eichenlaub am 28. Juli 1944 (536. Verleihung)
  - Schwerter am 17. April 1945 (142. Verleihung)
- Deutsches Kreuz in Gold am 7. August 1943[2]